# Сварцевич, Ришард Евгеньевич
Ри́шард Евге́ньевич Сварце́вич (26 апреля 1955 — 1 августа 2022) — российский пианист, органист и музыкальный педагог, солист Новгородской областной филармонии, приходской органист Римско-католической Церкви святых апостолов Петра и Павла в Великом Новгороде.

## Биография
Сын и внук органистов. В 1975 году окончил Винницкое музыкальное училище имени Леонтовича, затем Ленинградскую консерваторию по классу фортепиано у В. В. Нильсена (1980) и по классу органа у Н. И. Оксентян (1988).
С 1980 года жил и работал в Великом Новгороде, преподавал фортепиано, камерный ансамбль, концертмейстерский класс и орган в Колледже искусств имени С. В. Рахманинова. Регулярно выступал с фортепианными и органными концертами в России и за рубежом (Украина, Польша, Австрия, США), являлся инициатором органных концертов в католических храмах России. Участник «Органных белых ночей» в Смольном соборе в Санкт-Петербурге (2011, 2012). Ежегодно принимал участие в концертах памяти учителя — профессора В.В. Нильсена в Санкт-Петербурге. В марте 2014 года выступал совместно с солистом Большого театра В. Панфиловым (тенор) в католическом соборе в Москве. Являлся обладателем гранта Русского исполнительского фонда. Участвовал в жюри российских и международных конкурсов.
С детства учился живописи в художественных студиях. Художественные произведения Сварцевича находятся в Музее С. В. Рахманинова при НОКИ им. Рахманинова, в здании администрации Новгородской области, римско-католическом Храме святых апостолов Петра и Павла в Великом Новгороде, в Добжине-над-Вислой (Польша), а также в частных собраниях.
Ришард Евгеньевич являлся одним из основателей возрождённой в начале 1990-х гг. католической общины в Великом Новгороде. 
При его участии в католическом Храме святых апостолов Петра и Павла были организованы первые регулярные концерты органной, инструментальной, вокальной и хоровой музыки.  
С 2015 года Ришард Евгеньевич жил и работал в Польше. Свой последний фортепианный концерт он дал 28 июля 2022 года в Варшаве. Скончался 1 августа 2022 года. 
Личная жизнь: с 2015 по 2021 год прожил в браке с Пыстиной Наталией Андреевной (Natalia Pystina). Наталия была его студенткой в Колледже искусств на фортепианном отделении в годах 2010-2014. Сразу случился идеальный творческий тандем, а на третьем курсе стало понятно, что пришла любовь. После колледжа Наталия поступила в Музыкальный Университет Фридерика Шопена в Варшаве на фортепианный факультет и с тех пор живёт в Варшаве постоянно. 12 сентября 2015 года Ришард и Наталия зарегистрировали брак в отделе ЗАГС Центрального района в Санкт-Петербурге, а 13 сентября венчались в Католическом приходе Св. Станислава в Санкт-Петербурге на улице Печатников. Наталия, воспитанная в православной церкви, перешла в католичество перед замужеством. Изначально планировалось, что свадьба пройдет в Великом Новгороде, но из-за трудной эмоциональной обстановки в семье Наталии (для некоторых членов семьи ее решение соединиться с Ришардом было очень неудобным) решили провести мероприятие в Санкт-Петербурге. После свадьбы Наталия уехала в Польшу, Ришард присоединился к ней через два месяца. Вместе в Варшаве начали новую жизнь, которая была полна преодоления, учебы, столкновений с некоторыми ситуациями впервые в жизни. Эмиграция, личная жизнь вместе, профессиональное становление в новой обстановке - все это пришло одномоментно, все требовало решений и энергии. Наталия ввела Ришарда в круг знакомых музыкантов, благодаря чему была найдена работа, сыграны концерты, появились контакты для долгосрочного сотрудничества. Наталия и Ришард играли концерты вместе, а также проводили музыкальные встречи для русскоязычных детей и детей работников Посольства при Посольстве Российской Федерации в Варшаве. Спустя несколько лет различия в мировоззрении не позволили супругам вести счастливую жизнь вместе и в 2021 году Наталия и Ришард развелись. 